# Station Karnitz
Station Karnitz (Kreis Greifenberg Pommern) is een spoorwegstation in de Poolse plaats Karnice. Voor 1945 lag deze plaats in Duitsland en heette Karnitz.
De spoorlijn van Wysoka Kamieńska (Wietstock (Pommern)) naar Trzebiatów (Treptow (Rega)) is in 1945 door het Rode Leger ontmanteld.